# Charles Haby
Pour les articles homonymes, voir Haby.
Charles Joseph Haby, né le 25 juin 1922 à Guebwiller et mort le 25 juillet 2006 dans la même commune, est une personnalité politique française attachée à la droite gaulliste.

## Biographie
Charles Haby est né à Guebwiller le 25 juin 1922 dans une famille modeste et rejoint, dès son enfance, la vie associative de sa ville, en tant que basketteur et acteur au cercle Saint-Léger. Pendant la Seconde Guerre mondiale, il devient un « Malgré-nous », incorporé de force dans la Wehrmacht à l'automne 1942. Il est envoyé en Tchécoslovaquie, puis sur le front russe, où il est blessé en février 1944. En novembre 1944, il parvient à déserter l'armée allemande.
Charles Haby se marie avec Irène Ernst le 5 octobre 1945 et devient père de deux enfants, Philippe et Christian. Il poursuit ses études à l'école nationale de l'administration municipale de Paris, puis à l'école des hautes études municipales de Paris. De 1957 à décembre 1970, il occupe le poste de secrétaire général de la mairie d'Ensisheim avant de devenir directeur de la protection civile du Haut-Rhin.
En politique, il parvient à se faire élire conseiller municipal de Guebwiller, puis Maire de la ville à partir de mars 1977 jusqu'en 2001. En 1976, il devient également conseiller général du canton de Guebwiller, poste qu'il a tenu jusqu'en 1998. En 1978, il devient député jusqu'en 1986. Il a également siégé au conseil régional d'Alsace de 1978 à 1986. Il a aussi œuvré à la création de la communauté de communes de la région de Guebwiller, qu'il a présidée jusqu'en 2001.
La tache demeure sur son nom depuis le 18 septembre 1981, lorsqu'il vota contre le projet de loi d'abolition de la peine de mort en France.
Il est officier de la Légion d'honneur depuis 2002 et chevalier depuis 1994.
En 2008, l'hôpital civil de Guebwiller porte officiellement son nom.

## Détail des mandats et fonctions
- 21 mars 1971 – 20 mars 1977 : Conseiller municipal de Guebwiller
- 14 mars 1976 – 22 mars 1998 : Conseiller général du canton de Guebwiller
- 24 mars 1977 – 18 mars 2001 : Maire de Guebwiller
- 1977 – 1983 : Président du SIVOM de la Région de Guebwiller
- 1978 – 1986 : Conseiller régional d'Alsace
- 3 avril 1978 – 1er avril 1986 : Député de la 2e circonscription du Haut-Rhin
- 21 mars 1982 – 22 mars 1998 : Vice-président du conseil général du Haut-Rhin

## Distinctions
Croix du Combattant et Médaille des blessés (1959)

 Médaille de la Jeunesse et des Sports (1959)
- Ordre des Palmes académiques

 Chevalier des Palmes Académiques (1966)

 Officier des Palmes Académiques (1977)
- Ordre national du Mérite

 Chevalier (1976)

 Officier (1988)
- Ordre du Mérite agricole

 Médaille du Mérite agricole (1987)
- Ordre national de la Légion d'honneur

 Chevalier (1994)

 Officier (2002)

## Publication
- Servir et non pas se servir. Les mémoires de Charles Haby, s. n. (USA), 2005, 327 p.